# Liste de chaînes de supermarchés en Estonie
Cet article est une liste de chaînes de supermarchés en Estonie.

## Présentation
Sur la base des rapports de l'exercice 2020, le leader du marché était Coop Eesti avec 24,4 pour cent, Selver en deuxième place avec 18,3 %, Maxima en troisième place avec 17,6 %, Rimi en quatrième place avec 13,4 %, Prisma en cinquième place avec 6 %, Grossi Toidukaubad à la sixième place avec 6 %, le septième est Meie Toidukubad avec 2 %, le huitième est Keila Tarbijate Ühistu. La part des autres acteurs du marché dans le marché total est inférieure à 1 %.

## Liste des chaînes
| Magasin                           | Nombre | Type                               | Société mère                |
| --------------------------------- | ------ | ---------------------------------- | --------------------------- |
| Selver                            | 73     | Épicerie, supermarché, hypermarché | Tallinna Kaubamaja Grupp AS |
| Delice                            | 2      | Supermarché                        | Tallinna Kaubamaja Grupp AS |
| Toidumaailm                       | 2      | Supermarché                        | Tallinna Kaubamaja Grupp AS |
| Coop                              | 278    | Épicerie, supermarché, hypermarché | Coop Eesti Keskühistu       |
| Grossi Toidukaubad (et)           | 68     | Épicerie, supermarché              | OG Elektra AS               |
| Bloom                             | 2      | dark store                         | Bloom Group OÜ              |
| Bolt Market                       | 5      | dark store                         | Bolt                        |
| Meie Toidukaubad                  | 66     | Supermarché, épicerie              | RR Lektus AS                |
| Aldar Market                      | 13     | Épicerie                           | Aldar Eesti OÜ              |
| A1000 Market                      | 13     | Maxidiscompte                      | A1M OÜ                      |
| Foodmarket                        | 12     | Épicerie                           | Pärnu Majandusühistu        |
| Keila Consumer Cooperative stores | 11     | Épicerie                           | Keila Consumer Cooperative  |
| KariaMarket                       | 2      | Épicerie                           | Karia OÜ                    |
| Biomarket                         | 10     | Magasin d'aliments bio             | Biomarket OÜ                |
| Lidl                              | 10     | Maxidiscompte                      | Schwarz Gruppe (en)         |
| Maxima                            | 83     | Épicerie, supermarché, hypermarché | Maxima Group (en)           |
| PROMO Cash&Carry                  | 2      | Libre-service de gros              | Sanitex (lt)                |
| Rimi                              | 83     | Épicerie, supermarché, hypermarché | ICA AB                      |
| Prisma Peremarket                 | 14     | Supermarché, hypermarché           | S-ryhmä                     |
| Stockmann                         | 1      | Supermarché                        | Stockmann                   |
| R-Kiosk                           | 91     | Épicerie                           | Reitan Group                |